# Benoît de Termes
Benoît de Termes (* um 1160; † 1230/1233) war eine Persönlichkeit aus dem engeren Kreis der Katharer oder Albigenser im Süden Frankreichs.

## Leben
Über das Leben von Benoît de Termes liegen nur wenige Daten vor. Die erste Erwähnung seines Namens findet sich in den Akten eines religiösen Streitgesprächs zwischen Katholiken und Katharern im Jahr 1207 in Pamiers bzw. Montréal. Damals wird er als „Diakon“ (filius major) der historischen Provinz Razès bezeichnet, die zu der Zeit noch Teil des „Katharer-Bistums“ Carcassonne war. Im Rahmen dieses religiösen Disputs wird er von der katharischen Seite neben Arnaud Oth zum Wortführer gewählt; Diego de Acebo, der zusammen mit Domingo de Guzman im Süden Frankreichs unterwegs war, wurde zum Wortführer der katholischen Seite bestimmt.
Während der Albigenserkreuzzüge (1209–1229) hört man nichts von ihm. Im Jahre 1226 – dem Jahr des Beginns des Kreuzzugs Ludwigs VIII. gegen die Albigenser – wird sein Name im Zusammenhang mit einer Zusammenkunft führender Sektenmitglieder in der Burg Pieusse erwähnt; er selbst wird zum 'Bischof' des neu gegründeten Katharerbistums Razès geweiht. Guilhabert de Castres, gerade eben erst zum Bischof von Toulouse ernannt, spendet ihm das Consolamentum. Im Jahre 1230 soll er – einer Beschuldigung bei einem Inquisitionstribunal zufolge – Fischpastete verkauft haben, was als äußeres Zeichen für seine ketzerische Glaubenszugehörigkeit gewertet wurde. Seinen Lebensabend verbrachte er auf der Burg Quéribus, wo er zwischen 1230 und 1233 verstarb.

## Bedeutung
Mangels verlässlicher Daten fällt eine historische Einordnung von Benoît de Termes schwer. Die Tatsache, dass man ihn zum Wortführer in einem religiösen Streitgespräch bestimmte sowie seine Bischofswahl zeigen jedoch, dass er sich in der Katharerlehre gut auskannte und deren Inhalte wortgewandt zu vertreten wusste.

## Sonstiges
Möglicherweise war Benoît de Termes der jüngere Bruder von Raymond de Termes und somit der Onkel von Olivier de Termes, einem der bedeutendsten Ritter bzw. Faydits der damaligen Zeit.